# Klinikum Kassel
Das Klinikum Kassel ist ein Krankenhaus der Maximalversorgung in Kassel und akademisches Lehrkrankenhaus der University of Southampton. Es ist das größte kommunale Krankenhaus in Hessen. Jährlich werden rund 72.000 Patienten stationär und 200.000 ambulant behandelt. Die Patienten werden von ca. 4.800 Mitarbeitern bei 1.281 Betten in 25 Kliniken und Instituten betreut. Nach Anzahl der Betten ist es somit das größte Krankenhaus Hessens. Der Jahresumsatz liegt bei 332 Millionen Euro. Der Hauptstandort des Klinikums Kassel liegt in der Mönchebergstraße im Stadtteil Fasanenhof.

## Geschichte
Bereits zu kurfürstlichen Zeiten existierte eine Charité auf dem Möncheberg. Nach der Kommunalisierung folgte die Umbenennung in Stadtkrankenhaus Kassel, mit der Gründung der GmbH wurde aus dem Stadtkrankenhaus die Städtischen Kliniken Kassel. 1992 wurde die Städtische Kliniken Kassel gGmbH gegründet, in der die Stadt Kassel ihre Beteiligungen im Gesundheitsbereich zusammenfasste. Dies waren die Städtischen Kliniken, die Seniorenwohnanlagen Lindenberg und Fasanenhof, Blutspendedienst Hessen & Baden-Württemberg des DRK gGmbH, Frankfurt am Main, Ludwig-Noll-Krankenhaus und weitere.
2002 wurde aus dem Klinikum Kassel die Gesundheit Nordhessen Holding (GNH AG).
Am 1. Oktober 2003 wurde das Kinderkrankenhaus Park Schönfeld vom Deutsch-Evangelischen Frauenbund zu 100 % durch GNH AG übernommen und dem Klinikum Kassel zugeordnet. Mittlerweile wurde der Standort Park Schönfeld aufgegeben und die Kinderklinik komplett in den Neubau des Klinikums am Möncheberg eingegliedert. Das Klinikum Kassel ist Zentrum für klinische Pädiatrie in Nordhessen, insbesondere für schwerbrandverletzte Kinder.

## Bereiche der Kliniken
Die im Folgenden genannten Bereiche des Klinikum Kassel sind von der Internetseite des Klinikums entnommen.

### Chirurgisches Zentrum
1. Klinik für Allgemein- und Viszeralchirurgie
  1. Darmzentrum
2. Klinik für Anästhesiologie, Intensivmedizin und Schmerztherapie
3. Klinik für Herz- und Gefäßchirurgie
4. Klinik für Kinderchirurgie & Kinderurologie und Zentrum für schwerbrandverletzte Kinder
5. Klinik für Lungen- und Bronchialmedizin
6. Klinik für Neurochirurgie
  1. Schädelbasiszentrum
7. Klinik für Unfallchirurgie und Orthopädische Chirurgie
8. Klinik für Plastische-, Ästhetische- und Handchirurgie
9. Klinik für Thoraxchirurgie
10. Klinik für Urologie

### Medizinisches Zentrum
1. Medizinische Klinik I
  1. Gastroenterologie
  2. Hepatologie
  3. Endokrinologie
  4. Diabetologie
  5. Ernährungsmedizin
  6. Infektiologie und Allgemeine Innere Medizin
2. Medizinische Klinik II
  1. Herz- und Kreislauferkrankungen
  2. Internistische Intensivmedizin
3. Medizinische Klinik III
  1. Nieren- und Hochdruckerkrankungen
  2. Rheumatische Erkrankungen
  3. Nephrologische Diabetologie
4. Medizinische Klinik IV
  1. Onkologie
  2. Hämatologie
  3. Immunologie

### Kliniken
1. Augenklinik
2. Frauenklinik
  1. Geburtshilfe
  2. IBZ Interdisziplinäres Brustzentrum
  3. GTZ Gynäkologisches Tumorzentrum
  4. BBZ Beckenbodenzentrum
3. Hals-, Nasen-, Ohrenklinik
  1. Schädelbasiszentrum
4. Hautklinik
  1. HTZ Hauttumorzentrum
5. Neurologische Klinik
  1. Funktionseinheit Stroke Unit
6. Kinderklinik
7. Neuropädiatrie mit Sozialpädiatrischem Zentrum
8. Klinik für Psychosomatische Medizin und Psychotherapie
9. Klinik für Notfallmedizin mit Zentraler Notfallaufnahme
10. Ludwig-Noll-Krankenhaus, Klinik für Psychiatrie und Psychotherapie
  1. Gerontopsychiatrisches Zentrum
  2. Konsiliar- und Krisendienst

### Tumorzentrum
1. Darmzentrum
2. GTZ Gynäkologisches Tumorzentrum
3. HTZ Hauttumorzentrum
4. IBZ Interdisziplinäres Brustzentrum
5. IPZ Interdisziplinäres Prostatakarzinomzentrum

### Institute und sonstige Einrichtungen
1. Zentrum für Radiologie
2. Gemeinschaftspraxis für Strahlentherapie
3. ZMV Zentrum für medizinische Versorgung 
  1. Fachbereich Nuklearmedizin
  2. Fachbereich Laboratoriumsmedizin
  3. Fachbereich Radiologie
  4. Fachbereich Neurochirurgie
4. Apotheke
5. Institut für Labormedizin
6. Institut für Pathologie
7. Klinik-Sozialberatung
8. Klinikseelsorge
9. Nuklearmedizinische Therapie

## Beteiligungen
1. Kinderkrankenhaus Park Schönfeld, Kassel (100 %)
2. Zentrum für medizinische Versorgung GmbH, Kassel (100 %)
3. Ludwig-Noll-Krankenhaus, Kassel (100 %)
4. Medizinisches Versorgungszentrum für Reproduktionsmedizin GmbH, Kassel (7 %)

## Bekannte Ärzte
- Thomas Dimpfl, Gynäkologe, Chefarzt der Klinik für Frauenheilkunde und Geburtshilfe
- Heinrich Otto Kalk, Internist, Hepatologe, Mitbegründer der modernen Laparoskopie, ehemaliger Chefarzt der Medizinischen Klinik 1
- Hansjörg Melchior, Urologe, ehemaliger Chefarzt der Klinik für Urologie
- Egmont Wildhirt, Internist, Hepatologe, ehemaliger Chefarzt der Medizinischen Klinik 1